# トルコ関係記事の一覧
トルコ関係記事の一覧（トルコかんけいきじのいちらん）
- トルコ出身の人物についてはトルコ人の一覧を参照。

## あ行
あ
- アジア
- アゼルバイジャン - コーカサス地方の国家の一．民族的に深い関わりを持つ
  - アゼルバイジャン人
  - アゼルバイジャン語
- アナトリア半島
- アブドゥッラー・オジャラン
- アヤソフィア
- アララト山
- アレヴィー派
- アンカラ
- アンティオケイア
- アンティオケ総主教庁

い
- イスタンブール
- イスマイル・ジェム
- イズミール
- イスメト・イノニュ
- イスラム協力機構
- イスラム銀行
- イルハン・マンスズ

う
- ヴェファ高校（英語版） - 同国の教育機関。同国においては最も古く、国際的に有名な高校のひとつとして数えられている。1872年設立
- ウズベキスタン - 中央アジアの国家の一．民族的な関わりを持つ
  - ウズベク
  - ウズベク語

え
- エキュメニカル総主教
- エシン・アフサール（英語版） -  歌手。舞台女優
- エフェソス
- エルヴァン・アベイレゲッセ - 同国の陸上競技選手。エチオピア出身
- エルトゥールル号遭難事件

お
- 欧州安全保障協力機構
- 欧州連合の拡大
- オスマン家
- オスマン語
- オスマン古典音楽
- オスマン帝国
- オルハン・パムク
- オリエント

## か行
か
- 革命的人民解放党・戦線
- カザフスタン　- 中央アジアの国家の一．民族的な関わりを持つ
  - カザフ
  - カザフ語
- カデシュの戦い
- カッパドキア三教父

き
- 北キプロス・トルコ共和国
- キプロス紛争
- ギリシャ植民都市
- ギリシャ独立戦争
- キルギス - 中央アジアの国家の一．民族的な関わりを持つ
  - キルギス人
  - キルギス語

く
- クタラララス・デルビ
- クリミア戦争
- クルディスタン
- クルド人
  - クルド語
- クルド人民会議
- クルド労働者党

け
- ケバブ
- ケマル・アタテュルク

こ
- コーカサス
- 黒海
- コンスタンディヌーポリ総主教庁
- コンスタンティヌス1世
- コンスタンティノープルの陥落
- コンスタンティノープルの城壁
- コンスタンティノープル包囲戦
- コンスタンティノポリス
- コンヤ

## さ行
- サイト・ファーイク
- 在トルコ日本国大使館
- ジギト（英語版）
- 小アジア
- 新トルコリラ
- スュペル・リグ
- スレイマニエ・モスク
- 青年トルコ人革命
- 世俗主義

## た行
た
- ターキッシュ エアラインズ
- ダーダネルス海峡
- ダヴル

ち
- チグリス川
- チャタル・ヒュユク
- チューリップ
- 中央アジア
- チュルク語族

て
- 鉄器時代
- テュルキエ・クパス
- テュルク
- テュルク系民族
- テュルク諸語
- テュルクビジョン・ソング・コンテスト - 歌唱コンテスト。トルコ国営放送により発足
- テュルク諸国機構

と
- 東方諸教会
- 独立行進曲
- トプカプ宮殿
- トルクメニスタン - 中央アジアの国家の一．民族的に深い関わりを持つ
  - トルクメン人
  - トルクメン語
- トルコ
- トルコ音楽
- トルコ革命
- トルコ語
- トルコ国営放送 - 同国の国営放送局。略称TRT
- トルコ人
- トルコの経済
- トルコの警察
- トルコの言語純化運動
- トルコの地方行政区画
- トルコの世界遺産
- トルコ文学
- トルコ料理
- トルコリラ
- ドルマバフチェ宮殿
- トロイア
- トルコ国立電子工学・暗号学研究所
- トルコ投資促進機関

## な行
- ニンファエウム条約 (1261年) - ニカイア帝国とジェノヴァ共和国の間で結ばれた貿易・軍事協定。ニンファエウム（ニンファイオン、現ケマルパシャ（英語版））で締結されたことからこの名がある

## は行
- ハインリヒ・シュリーマン
- ハッティ人
- バルカン半島
- ハンマーム
- 汎テュルク主義
- 東ローマ帝国
- ビザンツ帝国
- ヒッタイト
- ビュザンティオン
- ピーリー・レイース
- ピーリー・レイースの地図
- プリンスィズ諸島
- ファナリオ家（英語版、フランス語版）
- ボスポラス海峡

## ま行
- マルマラ海
- ミレトス
- ムスリム

## や行
- ユーフラテス川
- 遊牧民
- ヨーロッパ

## ら行
- ラウフ・デンクタシュ
- ラテン文字
  - ラテン文字化 - トルコはかつてのオスマン帝国時代にアラビア文字を使用しており、ムスタファ・ケマル・アタテュルクによって共和制へ移行する際、アラビア語・ペルシア語の語彙・語法を減らす形で簡略化させたものを使用することになった。
- ラヤ（英語版、ルーマニア語版） - オスマン帝国時代の社会階級の一．

## 英数字
- GUAM
- 3B政策